# Пневмоектомія
Пневмоектомі́я (грец. pnéumōn легеня, грец. ἐκτομή — повне видалення, пульмонектомі́я, 
пневмонектомія) — оперативне втручання метою якого є повне видалення легені. Зазвичай проводитися з метою лікування злоякісного утворення легень, коли менш радикальні види хірургічно лікування не приносять бажаного результату. Пульмонектомія також є найбільш вдалим видом лікування пухлини, прогресуючої біля центральної частини легені (центральний рак легені) і впливає на функціонування легеневих артерій або вен, що транспортують кров від легенів до серця. До того ж, вона може здійснюватися в тих випадках, коли пацієнт отримав важку травму грудної клітини, яка пошкодила бронхи або найважливіші судину легені так, що вилікувати їх не можливо, і тільки після пневмоектомії пацієнт зможе жити.

## Види
За методом доступу:
- відкрита (торакоскопічна)
- закрита (ендоскопічна)

## Покази
- Центральний рак легені.
- Профузна легенева кровотеча (крововтрата становить близько 500 мл).
- Фіброзно-кавернозний туберкульоз легень, що характеризується наявністю більш 2 каверн або туберкульоз з великими або великою кількістю туберкульом.
- Злоякісні пухлини, що поширюються більш ніж на одну частку легені.
- Важкі травми, в результаті яких відбулося пошкодження паренхіми легені.
- Великі бронхоектазії.
- Гнійний плеврит.

У зв'язку із тим, що пневмонектомія передбачає видалення цілої легені, здійснюють хірургічне втручання тільки тоді, коли легені, що залишається, буде достатньо для нормального життя пацієнта.

## Діагностика
До операції хворий з раком легенів проходить у клініці повне діагностичне обстеження, спрямоване на визначення наявності можливих метастаз і того, чи здатний буде пацієнт після пневмонектомії вести нормальне життя. У діагностику входить сканування кісток скелета і черевної порожнини, енцефалосцинтиграми. Їхнє проведення дозволить визначити наявність або відсутність пухлинних клітин на других ділянках тіла. Легенево функціональна проба необхідна для оцінки функції здорової легені і її здатності насичувати організм киснем. Позитронно-емісійна томографія (ПЕТ) спрямована на визначення стадії захворювання. Може бути проведено сканування серця.

## Підготовка до Пневмонектомії
1. Після вивчення результатів обстежень фахівці проводять повний інструктаж хворого з приводу існуючих ризиків і ускладнень після пневмонектомії. Також пацієнти повинні виконати кілька основних вимог:
2. Проконсультуватися з лікарем з приводу прийняття медичних препаратів, що розріджують кров (аспірин) і протизапальні медикаменти (ібупрофен). Найімовірніше, лікар радить їх не приймати за 7-10 днів до операції.
3. Напередодні, після обіду, хворі не повинні їсти і пити.

Пацієнти з нікотиновою залежністю повинні кинути палити відразу після постановки діагнозу.
У день операції пацієнтові встановлюється крапельниця. Хворий підписує згоду на проведення хірургічного втручання.

## Техніка операції
При проведенні радикальної (стандартної) пневмоектомії команда лікарів витягує хвору легеню і лімфовузли, в яких були знайдені метастази. У разі розширеної пульмонектомії видаляється легеня до частини діафрагми або перикардія (навколосерцевої сумки). Показання є мезотеліома.
При стандартній операції тривалістю від 1 до 3 годин пацієнт находиться під загальним наркозом. Розтин грудної клітини - торактомія, може бути передньо-, задньобоковий і бічний. При задньобоковому здійснюється розтин в області 6 ребра, при передньо - в 4 або 5 міжребер'ї, а при бічному - шкіру розтинають по ходу 5 ребра.
При бічній торакотомії легеня відаляється, після чого перетягується і розрізається легенева зв'язка. Розсічення медиастенальної плеври виконується паралельно діафрагментальному нерву вище кореня легені. При правосторонньому витяганні легені після розрізу плеври знаходять праву легеневу артерію в жировій клітковині навколо органів середостіння, перев'язують її, прошивають і розрізають. Правий бронх виділяється аж до трахеї, прошивається і розтинають. Далі кукса прикривається медіастинальної плеври (плевризація).
При лівосторонній пневмонектомії після розтину медіастінальної плеври здійснюється виділення легеневої артерії, а після обробляються і розрізають легеневі вени. Лівий бронх витягується, обробляється і розрізається. Плевризація не проводиться. Встановлюється дренажну трубку і рана зашивається.

## Післяопераційний період
Після хірургічного втручання пацієнта  переводять в післяопераційну палату, де він находиться кілька годин під наглядом медперсоналу. При виникненні ускладнень його переводить у відділення інтенсивної терапії, де він проводить 1-2 дня. Мінімум день хворий дихає з допомогою апарату штучної вентиляції легень . Його внутрішньовенно годують і дають медикаменти. Після того, як пацієнт починає самостійно дихати, проводитися оцінка його дихальної здатності, для цього використовується спірометр.
Догляд за хворими під час госпіталізації полягає в полегшенні болю, моніторингу рівня насичення крові киснем, запобігання утворенню тромбів і видалення рідини з легені.
Реабілітація пацієнта здійснюється повільно, тому що легеня, яка залишилась, виконує не тільки свою функцію, а й роботу видаленого органу. У кращому випадку протягом 12 місяців працездатність хворого, який переніс пневмонектомію, відновиться.

## Післяопераційні ускладнення
При проведенні будь-якої складної хірургічної операції можуть з'явитися ускладнення. Після пневмонектомії може виникнути:
- Необхідність в продовженні використання апарату штучного дихання.
- Аритмія серця, інфаркт міокарда та інші проблеми з серцем.
- Запалення легенів.
- Інфекція в місці розрізу.
- Емболія легеневої артерії.
- Бронхоплевральна фістула.
- Емпієма плеври.